# Dęba-Majstry
Dęba-Majstry – wieś w Polsce położona w województwie łódzkim, w powiecie piotrkowskim, w gminie Ręczno.
W latach 1975–1998 miejscowość administracyjnie należała do województwa piotrkowskiego.
Przez miejscowość przebiega droga wojewódzka nr 742.